# Parastenocaris nertensis
Parastenocaris nertensis is een eenoogkreeftjessoort uit de familie van de Parastenocarididae. De wetenschappelijke naam van de soort is voor het eerst geldig gepubliceerd in 1990 door Rouch.